# (9204) Mörike
(9204) Morike, désignation internationale (9204) Mörike, est un astéroïde de la ceinture principale.

## Description
(9204) Morike est un astéroïde de la ceinture principale. Il fut découvert le 4 août 1994 à Tautenburg par Freimut Börngen. Il présente une orbite caractérisée par un demi-grand axe de 2,33 UA, une excentricité de 0,06 et une inclinaison de 6,1° par rapport à l'écliptique.

## Compléments